# Poona
Poona – miasto w Australii, w stanie Queensland.